# 小行星8786
小行星8786（8786 Belskaya）是一颗绕太阳运转的小行星，为主小行星带小行星。该小行星于1978年9月2日发现。

## 轨道参数
小行星8786的轨道半长轴为3.1710382 UA，离心率为0.148。